# (200154) 1998 RJ
(200154) 1998 RJ es un asteroide perteneciente al cinturón de asteroides, descubierto el 1 de septiembre de 1998 por Frank B. Zoltowski desde el Campo de Woomera, Australia Meridional, Australia.

## Designación y nombre
Designado provisionalmente como 1998 RJ.

## Características orbitales
1998 RJ está situado a una distancia media del Sol de 2,224 ua, pudiendo alejarse hasta 2,688 ua y acercarse hasta 1,760 ua. Su excentricidad es 0,208 y la inclinación orbital 6,960 grados. Emplea 1211,72 días en completar una órbita alrededor del Sol.

## Características físicas
La magnitud absoluta de 1998 RJ es 16,9.